# Luke Joins the Navy
Luke Joins the Navy er en amerikansk stumfilm fra 1916 af Hal Roach.

## Medvirkende
- Harold Lloyd som Luke
- Snub Pollard
- Bebe Daniels
- Charles Stevenson
- Billy Fay